# BMW R 37
BMW R 37 – produkowany od 1925 do 1926 dwucylindrowy (bokser) motocykl firmy BMW będący pierwszym sportowym motocyklem w ofercie firmy. Zaprojektowany przez Rudolfa Schleichera.

## Historia
Sprzedano 152 sztuki w cenie 2900 reichsmarek. Był to ówcześnie najdroższy motocykl na rynku niemieckim.
W 1924 pierwsze prototypy wystartowały w wyścigach trzykrotnie wygrywając w swojej klasie. Franz Bieber zdobył Mistrzostwo Niemiec. Po tych sukcesach udostępniono R 37 również klientom prywatnym.

## Konstrukcja
Dwucylindrowy górnozaworowy silnik w układzie bokser o mocy 16 KM wbudowany wzdłużnie zasilany 1 gaźnikiem BMW o średnicy gardzieli 26mm. Suche sprzęgło jednotarczowe połączone z 3-biegową, ręcznie sterowaną skrzynią biegów. Napęd koła tylnego wałem Kardana. Podwójna rama rurowa ze sztywnym zawieszeniem tylnego koła. Prędkość maksymalna 115 km/h.